# Puchar Polski w piłce nożnej (1950/1951)
Puchar Polski w piłce nożnej mężczyzn 1950/1951 – 2. edycja rozgrywek mających na celu wyłonienie zdobywcy Pucharu Polski, który w tym sezonie (na wzór radziecki i jedyny raz w historii polskiego futbolu) dodatkowo otrzymał tytuł mistrza Polski, bowiem najlepsza drużyna w lidze otrzymała jedynie tytuł mistrza ligi.
Według oficjalnych danych PZPN w tej edycji Pucharu Polski (łącznie na szczeblu okręgowym i centralnym) wzięła udział rekordowa liczba 7116 drużyn, choć ich prawdziwa liczba nie jest znana, bowiem na etapie rozgrywek okręgowych Pucharu Polski działacze - aby przypodobać się przełożonym - ubarwiali rzeczywistość, wpisując w dokumentach wymyślone mecze i fałszując sprawozdania.

## Rozgrywki

### Triumfatorzy pucharów okręgowych
Mecze rozgrywane były pomiędzy kwietniem a listopadem 1950 r.
- Białystok: Kolejarz Łapy
- Bydgoszcz: OWKS Bydgoszcz
- Częstochowa: Gimnazjum Radomsko
- Gdańsk: Flota Gdynia
- Katowice: Spójnia Katowice
- Kielce: Stal Starachowice
- Kraków: Spójnia Okocim
- Lublin: Spójnia Tomaszów Lubelski
- Łódź: Włókniarz Pabianice
- Olsztyn: Kolejarz Olsztyn
- Opole: Włókniarz Prudnik
- Poznań: Stal Poznań
- Przemyśl: Podzamcze Przemyśl
- Radom: Stal Radom
- Rzeszów: Stal Rzeszów
- Siedlce: Kolejarz Siedlce
- Sosnowiec: Stal Poręba
- Szczecin: Związkowiec Szczecin
- Warszawa: CWKS Ib Warszawa
- Wrocław: Stal Wrocław
- Zabrze: LZS Grzybowice

### 1/32 finału
Do rozgrywek przystąpiło:
- 21 triumfatorów pucharów okręgowych
- 18 drużyn z II ligi sezonu 1950 (zwycięzcy obu grup: Gwardia Szczecin i Ogniwo Bytom grały w tym czasie o mistrzostwo II ligi)
- 7 drużyn z I ligi sezonu 1950

| Drużyna 1                    | Wynik   | Drużyna 2            |
| ---------------------------- | ------- | -------------------- |
| 26 listopada 1950            |         |                      |
| Spójnia Okocim               | 2:0     | Górnik Bytom         |
| Stal Rzeszów                 | 3:0     | Podzamcze Przemyśl   |
| CWKS Ib Warszawa             | 10:0    | Kolejarz Siedlce     |
| Stal Sosnowiec               | 1:4     | Włókniarz Kraków     |
| LZS Grzybowice               | 6:0     | Ogniwo Częstochowa   |
| Spójnia Tomaszów Lubelski    | 2:1     | Kolejarz Przemyśl    |
| Stal Poznań                  | 2:0 pd. | Kolejarz Bydgoszcz   |
| OWKS Lublin                  | 3:1     | Związkowiec Radom    |
| Kolejarz Świdnica            | 6:4     | Stal Katowice        |
| Kolejarz Toruń               | 1:0     | Kolejarz Poznań      |
| OWKS Bydgoszcz               | 2:3 pd. | Kolejarz Warszawa    |
| Ogniwo Tarnów                | 2:5 pd. | Budowlani Chorzów    |
| Stal Lipiny                  | 2:0     | Górnik Radlin        |
| Włókniarz Częstochowa        | 1:8     | Włókniarz Chodaków   |
| Stal Starachowice            | 2:1     | Związkowiec Przemyśl |
| Stal Poręba                  | 1:2 pd. | Spójnia Katowice     |
| Zarząd Portu Szczecin        | 3:2     | Budowlani Gdańsk     |
| Kolejarz Ostrów Wielkopolski | 0:1     | Flota Gdynia         |
| Kolejarz Łapy                | 1:7     | Kolejarz Olsztyn     |
| 3 grudnia 1950               |         |                      |
| Widzew Łódź                  | 3:4     | Stal Radom           |
| 17 grudnia 1950              |         |                      |
| Włókniarz Prudnik            | 2:3     | Stal Ib Poznań       |
| wolny los                    |         |                      |
| Gimnazjum Radomsko           | •       |                      |
| Stal Wrocław                 | •       |                      |
| Włókniarz Chełmek            | •       |                      |
| Włókniarz Pabianice          | •       |                      |

### 1/16 finału
Do rozgrywek przystąpiło:
- 2 zwycięzców obu grup II ligi sezonu 1950
- pozostałe 5 drużyn z I ligi sezonu 1950

| Drużyna 1                   | Wynik   | Drużyna 2           |
| --------------------------- | ------- | ------------------- |
| 25 marca 1951               |         |                     |
| Spójnia Tomaszów Lubelski   | 2:3     | Stal Ib Poznań      |
| Flota Gdynia                | 2:3 pd. | Kolejarz Warszawa   |
| CWKS Ib Warszawa            | 0:1     | Gwardia Szczecin    |
| LZS Grzybowice              | 2:5     | Unia Chorzów        |
| Włókniarz Kraków            | 11:0    | Kolejarz Toruń      |
| Stal Lipiny                 | 3:2     | Stal Poznań         |
| Stal Wrocław                | 1:6     | CWKS Warszawa       |
| Gimnazjum Radomsko          | 0:3     | Spójnia Okocim      |
| Stal Starachowice           | 5:1     | Spójnia Katowice    |
| Kolejarz Świdnica           | 2:5     | Stal Rzeszów        |
| OWKS Lublin                 | 0:3     | Gwardia Kraków      |
| Włókniarz Łódź              | 4:0     | Włókniarz Chełmek   |
| Zarząd Portu Szczecin       | 2:1     | Włókniarz Chodaków  |
| Ogniwo Bytom                | 2:1     | Ogniwo Kraków       |
| Stal Radom                  | 2:2 pd. | Włókniarz Pabianice |
| Kolejarz Olsztyn            | 1:6     | Budowlani Chorzów   |
| 29 kwietnia 1951 (powtórka) |         |                     |
| Włókniarz Pabianice         | 4:1     | Stal Radom          |

### 1/8 finału
| Drużyna 1                  | Wynik   | Drużyna 2           |
| -------------------------- | ------- | ------------------- |
| 13 maja 1951               |         |                     |
| Ogniwo Bytom               | 0:1     | Budowlani Chorzów   |
| Zarząd Portu Szczecin      | 1:5     | Unia Chorzów        |
| Gwardia Kraków             | 8:0     | Włókniarz Pabianice |
| Stal Lipiny                | 1:0     | Spójnia Okocim      |
| Gwardia Szczecin           | 5:0     | Stal Starachowice   |
| Stal Rzeszów               | 1:2     | Włókniarz Kraków    |
| Włókniarz Łódź             | 2:1     | Stal Ib Poznań      |
| Kolejarz Warszawa          | 2:2 pd. | CWKS Warszawa       |
| 28 czerwca 1951 (powtórka) |         |                     |
| CWKS Warszawa              | 0:3     | Kolejarz Warszawa   |

### Ćwierćfinały
| Drużyna 1         | Wynik | Drużyna 2         |
| ----------------- | ----- | ----------------- |
| 21 sierpnia 1951  |       |                   |
| Włókniarz Łódź    | 0:2   | Unia Chorzów      |
| Gwardia Kraków    | 2:0   | Włókniarz Kraków  |
| Stal Lipiny       | 1:2   | Kolejarz Warszawa |
| Budowlani Chorzów | 5:0   | Gwardia Szczecin  |

### Półfinały
| Drużyna 1       | Wynik   | Drużyna 2         |
| --------------- | ------- | ----------------- |
| 8 września 1951 |         |                   |
| Unia Chorzów    | 4:2 pd. | Budowlani Chorzów |
| Gwardia Kraków  | 2:1     | Kolejarz Warszawa |

### Finał
| 16 września 1951 16:00 (w ostatnim dniu Ogólnopolskiej Spartakiady) | Unia Chorzów · Henryk Alszer 8' · Jan Przecherka 83' | 2:0(1:0) | Gwardia Kraków | Stadion Wojska Polskiego, Warszawa Widzów: ok. 30 000 Sędzia: Władysław Przybysz (Bydgoszcz) |
|                                                                     |                                                      |          |                |                                                                                              |

Unia: Szymkowiak, Bartyla, Cebula, Bomba, Suszczyk, Jacek, Przecherka (84 Skorupa), Tim, Alszer, Cieślik, Kubicki – trener: Ryszard Koncewicz

Gwardia: Jurowicz, Dudek, Flanek, J.Wapiennik, Szczurek, Mamoń, Kotaba, Gracz, Kohut, Jaskowski (48 Patkolo), Mordalski – trener: Michał Matyas
| Zdobywca Pucharu Polski 1950/1951 |
| --------------------------------- |
| Ruch Chorzów 1. tytuł             |

| Mistrz Polski 1951    |
| --------------------- |
| Ruch Chorzów 6. tytuł |